# Heliconius pseudoanacreon
Heliconius pseudoanacreon är en fjärilsart som beskrevs av Heinrich Neustetter 1932. Heliconius pseudoanacreon ingår i släktet Heliconius och familjen praktfjärilar. Inga underarter finns listade i Catalogue of Life.